# De psyche (Mijn atelier)
La Psyché (Mon atelier) (Nederlands: De psyche (Mijn atelier)) is een schilderij van de Belgische kunstschilder Alfred Stevens, geschilderd rond 1870, olieverf op paneel, 73,7 x 59,1 centimeter groot. Het toont het atelier van de kunstenaar, met een model die via een spiegel naar de toeschouwer kijkt. Het werk bevindt zich in de collectie van het Princeton University Art Museum.

## Stijl
Met name in de jaren tussen 1850 en 1870 gold Stevens bij uitstek als schilder van de Parijse gevestigde orde. Hij maakte vooral naam als vrouwenschilder en werkte in een sterk realistische stijl, beïnvloed door de Hollandse fijnschilders en met name ook Johannes Vermeer. Zijn werken onderscheiden zich echter door zijn nadruk op het terloopse, voorbijgaande moment, waarmee hij vooruitliep op het impressionisme. Anderzijds begon het opkomende impressionisme rond 1870 ook invloed op Stevens uit te oefenen, hetgeen zich uitte in een meer lossere penseelvoering. La Psyché is een van de eerste werken van Stevens waarin die beide aspecten samenvallen.

## Thema
La Psyché toont een jong model in het Parijse atelier van Stevens tijdens een moment van pauze. Ze staat half verborgen achter een spiegel, via welke ze de toeschouwer direct in de ogen ziet. Een dergelijke grote spiegel, op een standaard, waarin men zich ten voeten uit kan zien, is als meubelstuk typerend voor de tweede helft van de negentiende eeuw en werd ook wel "Psyché" genoemd. De titel van het schilderij refereert via de heimelijke blik van de jonge vrouw echter evenzeer aan de mythe van Psyche, die het verboden was naar haar geliefde Amor te kijken, maar dat stiekem toch niet kon laten. De spiegel is ook een metafoor voor het kijken naar jezelf, in dit geval een blik werpen in het eigen atelier. Tegelijkertijd werkt Stevens dit aspect tegen door de spiegel gedeeltelijk te bedekken met een kleed, waardoor onder andere een deel van zijn eigen beeltenis verborgen blijft. De sigaret op de vloer verraadt echter zijn aanwezigheid.

## Montesquiou
De Parijse dandy Robert de Montesquiou, die model stond voor Baron de Charlus in Marcel Prousts À la recherche du temps perdu, was een van de eerste bezitters van La psyché. Hij schreef over het werk dat het was "als een apotheose van de kunst van Stevens en van zijn liefdes: de vrouwen, de objecten en de weerspiegelingen die ze vermenigvuldigen". In een stoel, in een opengevallen portfolio, zien we de Japanse prenten waar de kunstenaar zo verzot op was. Montesquiou was echter vooral gefascineerd door de snuisterijen en andere exotica, die zo pasten bij zijn eigen levensstijl. Hij vatte de rommel in het atelier samen als "d'une vérité bien hollandaise" (van een echt Hollandse werkelijkheid). In een lovend artikel wees hij op de overeenkomst tussen Vermeer en Stevens en dan vooral op de manier waarop beiden niet alledaagse, maar juist exotische kleinoden en voorwerpen tot in de finesses konden schilderen: robijnen, turkooizen, en zelfs de wonderbaarlijk gekleurde vleugels van een exotische vlinder. Exemplarisch in dat opzicht is ook de parkiet in het werk van Stevens, rechtsonder, symbool ook van de mimese.